# Sykesville (Pennsylvanie)
Pour les articles homonymes, voir Sykesville.
Sykesville est un borough du comté de Jefferson (Pennsylvanie), aux États-Unis. Sa population est estimée à 1 246 habitants par le recensement des États-Unis de 2000. Il a été nommé en l'honneur de Jacob B. Sykes, l'un des premiers résidents.
D'après le Bureau du recensement des États-Unis, la localité s'étend sur 1,6 mi2 (4,14 km2).

## Personnalités notables
Sykesville est le lieu de naissance de Olga Madar (en) (1915–1996), première femme à avoir été vice-présidente de l'United Auto Workers (1970) et fondatrice de Coalition of Labor Union Women (en) en 1974.